# إيك بيرسون
إيك بيرسون (بالإنجليزية: Ike Pearson)‏ هو لاعب كرة قاعدة أمريكي، ولد في 1 مارس 1917 في غرينادا في الولايات المتحدة، وتوفي في 17 مارس 1985 في ساراسوتا في الولايات المتحدة.

## وصلات خارجية
- إيك بيرسون على موقع دوري كرة القاعدة الرئيسي (الإنجليزية)
- إيك بيرسون على موقعبيزبول رفرنس.كوم (الدوري الرئيسي) (الإنجليزية)
- إيك بيرسون على موقعبيزبول رفرنس.كوم (الدوري الثانوي) (الإنجليزية)